# Jäger
Jäger (hay Jager, Jaeger hoặc Jæger ; phát âm tiếng Đức: [ˈjɛːɡɐ] ) là một họ tiếng Đức phổ biến. Nó có nghĩa là "thợ săn" trong tiếng Đức. Họ có liên quan đến họ này trong các thứ tiếng khác bao gồm De Jager, Jääger, Jágr, Yaeger và Yeager.
Họ này có thể là:

## Trong nghệ thuật và giải trí

### Diễn xuất
- Frederick Jaeger (1928–2004), diễn viên gốc Đức
- Giáo sư Jager, nghệ danh của Scott Folsom, người đồng sáng lập đoàn biểu diễn League of STEAM

### Nhân vật hư cấu
- Eren Jaeger, nhân vật chính trong loạt manga Đại chiến Titan của tác giả Isayama Hajime

### Âm nhạc
- August Jaeger (1860–1909), nhà phát hành nhạc người Anh gốc Đức
- Finne Jager, DJ nhạc trance đến từ Hà Lan
- Marike Jager (sinh năm 1979), ca sĩ, nghệ sĩ guitar và nhà soạn nhạc đến từ Hà Lan
- Robert E. Jager (sinh năm 1939), nhà soạn nhạc Hoa Kỳ

### Sản xuất
- Patrick Jager (sinh năm 1968), nhà sản xuất và điều hành truyền hình Hoa Kỳ

### Nghệ thuật tạo hình
- Alex Jaeger, giám đốc nghệ thuật và nhà thiết kế trang phục người Mỹ
- Gerrit de Jager (sinh năm 1954), họa sĩ truyện tranh người Hà Lan
- Gustav Jaeger (họa sĩ) (1808–1871), họa sĩ người Đức
- Michael Jäger (nghệ sĩ) (sinh năm 1956), nghệ sĩ người Đức
- Stefan Jäger (1877–1962), họa sĩ

### Văn học
- Frank Jæger (1926–1977), nhà thơ Đan Mạch
- Hans Jæger (1854–1910), nhà văn, nhà triết học và nhà hoạt động chính trị người Na Uy

## Trong chính phủ và chính trị
- Alvin Jaeger (sinh năm 1943), chính trị gia
- Friedrich Gustav Jaeger (1895–1944), chiến sĩ kháng chiến ở Đức Quốc xã và là thành viên của Âm mưu 20 tháng 7
- Hans Jæger (1854–1910), nhà văn, nhà triết học và nhà hoạt động chính trị người Na Uy
- Jan Kees de Jager (sinh năm 1969), doanh nhân CNTT và chính trị gia ở Hà Lan
- Karl Jäger (1888–1959), thủ lĩnh Đức Quốc xã sinh ra ở Thụy Sĩ, chỉ huy của SD Einsatzkommando 3
- Richard Jaeger (1913–1998), chính trị gia người Đức

## Trong tôn giáo
- Jacob de Jager (1923–2004), Giáo hội các Thánh hữu Ngày sau của Chúa Giêsu Kytô
- Lorenz Jaeger (1892–1975), Giám mục người Đức của Giáo hội Công giáo La mã
- Maximilian Jaeger (1915–1999), Bộ trưởng Thụy Sĩ tại Budapest từ 1936 đến 1944
- Willigis Jäger (1925–2020), giáo chủ Biển Đức, nhà thần bí và thiền sư

## Trong khoa học và học thuật
- Edmund Jaeger (1887–1983), nhà sinh vật học Hoa Kỳ
- Eduard Jäger von Jaxtthal (1818–1884), bác sĩ nhãn khoa người Áo
- Eric Jager (sinh năm 1957), giáo sư khoa tiếng Anh tại Đại học California, Los Angeles
- Frans Maurits Jaeger (1877–1945), nhà hóa học người Hà Lan
- Gustav Jäger (nhà tự nhiên học) (1832–1917), nhà tự nhiên học và bác sĩ người Đức
- Hermann Jaeger (1844–? ), nhà rượu vang học người Thụy Sĩ
- Marilyn Jager Adams (sinh năm 1948), nhà nghiên cứu trong lĩnh vực nhận thức và giáo dục
- Peter Jäger, nhà nhện học người Đức
- Werner Jaeger (1888–1961), nhà cổ điển người Đức

## Trong thể thao
- Adolf Jäger (1889–1944), cầu thủ bóng đá nghiệp dư người Đức
- Andrea Jaeger (sinh năm 1965), vận động viên quần vợt người Mỹ và nhà nhân đạo
- Gisela Jäger, tay chèo người Đức
- Jaromír Jágr (sinh năm 1972), vận động viên khúc côn cầu trên băng người Séc
- Jeff Jaeger (sinh năm 1964), cựu cầu thủ sút điểm bóng bầu dục Mỹ
- Jens Jäger (sinh năm 1963), vận động viên xe lăn người Đức, vận động viên Paralympic mùa đông 2010
- Jonathan Jäger (sinh năm 1978), cầu thủ bóng đá chuyên nghiệp người Đức gốc Pháp
- Martin Jágr (sinh năm 1979), cầu thủ của Liên đoàn bóng bầu dục Séc
- Peta Taylor (tên đã kết hôn Mary Jaegar, 1912–1989), vận động viên cricket người Anh
- Thomas Jäger (sinh năm 1976), tay đua người Đức
- Tom Jager (sinh năm 1964), vận động viên bơi tự do Hoa Kỳ
- Werner Jäger (sinh năm 1959), vận động viên trượt băng tốc độ trên băng người Áo
- Evan Jager (sinh năm 1989), huy chương bạc 3000 m Vượt chướng ngại vật tại Thế vận hội Rio 2016

## Trong các lĩnh vực khác
- August Jäger (21 tháng 8 năm 1887 - 17 tháng 6 năm 1949), quan chức Đức thời Đức Quốc xã.
- Jan Kees de Jager (sinh năm 1969), doanh nhân CNTT và chính trị gia ở Hà Lan